# Chorisoneura poststriga
Chorisoneura poststriga är en kackerlacksart som först beskrevs av Walker, F. 1868.  Chorisoneura poststriga ingår i släktet Chorisoneura och familjen småkackerlackor. Inga underarter finns listade i Catalogue of Life.